# Rhaphidophora ternatensis
Rhaphidophora ternatensis — вид квіткових рослин із родини Araceae, роду Rhaphidophora. Це ліана, рідним ареалом якої є Молуккські острови.